# Marc Overmars
Marc Overmars (Emst, 29 de março de 1973) é um ex-futebolista dos Países Baixos, que atuava como meia-atacante.

## Carreira
Jogador da Seleção Neerlandesa durante a década de 1990 e início da década de 2000, Overmars possuía atributos notáveis, como a velocidade e a precisão no chute, que o levaram a clubes como o Ajax, onde fez parte da épica equipe que conquistou a UEFA Champions League 1994-95, Barcelona e principalmente ao Arsenal, onde alcançou seu auge e até hoje é considerado um dos grandes jogadores que já passaram pelo clube.

### Go Ahead Eagles
Marc Overmars fez sua estréia profissional em 1990 com o Go Ahead Eagles, mas jogou apenas 11 jogos antes de ser vendido para Willem em 1991.

### Willem
O Willem II o comprou Overmars por 500.000 florins: um valor recorde para um jogador de sua idade na época. Na temporada 1991/92 disputou trinta e uma partidas com Willem II na Eredivisie, na qual marcou um gol.

### Ajax
Após uma temporada no Willem II, Overmars assinou com o Ajax em julho de 1992. Ambos os clubes estabeleceram uma taxa de transferência de ƒ2,5 milhões de florins. A estreia de Overmars veio em uma vitória por 3-0 contra o Dordrecht em 16 de agosto de 1992. Seu primeiro gol pelo Ajax foi fora de casa para o RKC Waalwijk em outubro e ele marcou mais sete gols na temporada 1992-93
Terminou a sua fase no Ajax tendo participado em 191 jogos em que marcou 45 golos sendo titular e jogador-chave ao longo das cinco temporadas no Ajax (1992-97), Marc Overmars conquistou todos os títulos pelos quais a entidade lutou na época: Eredivise (1994, 1995 e 1996), Copa (1993), Super taça (1993, 1994 e 1995), Liga dos Campeões (1995), Supertaça Europeia (1995) e Taça Intercontinental (1995), atualmente equivalente ao Mundial de Clubes.

### Arsenal
Overmars assinou com o Arsenal em junho de 1997. O valor foi relatado entre £ 5 milhões e £ 7 milhões, com o jogador em um contrato de cinco anos, recebendo £ 18.000 por semana..Overmars fez sua estréia competitiva pelo Arsenal contra o Leeds United em um empate 1-1 em 9 de agosto de 1997. Duas semanas depois, ele marcou seu primeiro gol pelo clube, contra o Southampton. [39]
.
Em novembro de 1999, Overmars marcou seu primeiro hat-trick pelo Arsenal, em casa contra o 
Middlesbrough. Seu último jogo pelo Arsenal foi a final da Copa da UEFA de 2000 contra o Galatasaray, que perdeu por 4-1 nos pênaltis após um empate sem gols..
Overmars sempre foi titular no onze inicial, ele foi um dos três maiores artilheiros e assistências durante cada uma das três temporadas em que ficou no norte de Londres . Apesar da breve permanência na capital inglesa em comparação com outros jogadores históricos do clube, ele é considerado o décimo segundo melhor dos 50 melhores jogadores da história do Arsenal.

### Barcelona
Em 2000 , tornou-se o jogador holandês mais caro de todos os tempos, quando foi comprado por 39,6 milhões de euros pelo Barcelona. No clube catalão, ele se juntou a vários de seus compatriotas, incluindo alguns como Kluivert, Bogarde ou os irmãos Frank e Ronald de Boer.
Mal posso esperar para vestir a famosa camisa e jogar meu primeiro jogo.— Marc Overmars, durante sua apresentação.
Overmars fez sua estreia pelo Barcelona contra o Arsenal no Torneio de Amsterdã em agosto de 2000. Ele durou 45 minutos e foi substituído após sofrer uma lesão no tornozelo. Sua primeira partida competitiva foi em casa para o Málaga em 8 de setembro de 2000. Ele marcou seu primeiro gol pelo clube em casa para o Racing de Santander em 23 de setembro de 2000.
A carreira de Overmars no Barcelona foi irregular, combinando grandes atuações com longas ausências causadas pelas constantes lesões que marcaram sua passagem pelo Barça. Além disso, seu período no Barcelona coincidiu com os piores anos da entidade, que não conquistou nenhum título naqueles anos, viveu uma grande crise, tanto esportiva quanto institucional, com constantes trocas de treinador, e até de presidente. Depois de quatro temporadas na Espanha e muitas lesões no joelho, no final do campeonato europeu de 2004 ele se aposentou do futebol aos 31 anos com quem jogou 97 jogos marcando 15 gols.

### Go Ahead Eagles
Em julho de 2008, Overmars jogou na partida de homenagem de Jaap Stam em uma equipe de "ex-companheiros de Stam" contra o Ajax. Seu desempenho, que o deixou com problemas para o zagueiro George Ogăraru, lhe rendeu convites de clubes holandeses e alemães para fazer seu retorno profissional. Ele recusou as ofertas no início, mas em agosto de 2008 anunciou que sairia da aposentadoria para jogar novamente pelo Go Ahead Eagles. O retorno de Overmars durou apenas uma temporada, já que seu joelho continuou a causar desconforto.

## Seleção
Overmars foi um dos principais jogadores da história de seu país, participando das competições da Holanda da década de 90, como as Copas de 1994 e 1998. Em 1994, aos 21 anos, foi eleito o Melhor Jogador Jovem do torneio, em prêmio entregue pela FIFA.

### Estatística pela Seleção
| Seleção | Ano   | Jogos | Golos |
| ------- | ----- | ----- | ----- |
| Holanda | 1993  | 7     | 1     |
| Holanda | 1994  | 14    | 1     |
| Holanda | 1995  | 8     | 4     |
| Holanda | 1996  | 2     | 0     |
| Holanda | 1997  | 4     | 0     |
| Holanda | 1998  | 14    | 4     |
| Holanda | 1999  | 3     | 0     |
| Holanda | 2000  | 10    | 4     |
| Holanda | 2001  | 8     | 1     |
| Holanda | 2002  | 2     | 0     |
| Holanda | 2003  | 8     | 1     |
| Holanda | 2004  | 6     | 1     |
| Total   | Total | 86    | 17    |

As pontuações e resultados listam a contagem de gols da Holanda primeiro, a coluna de pontuação indica a pontuação após cada gol de Overmars.
| Não. | Data                    | Local                                 | Oponente                       | Pontuação | Resultado | Competição                                 | Ref.                |
| ---- | ----------------------- | ------------------------------------- | ------------------------------ | --------- | --------- | ------------------------------------------ | ------------------- |
| 1    | 24 de fevereiro de 1993 | Stadion Galgenwaard, Utrecht, Holanda | Turquia                        |           | 3–1       | Qualificação da Copa do Mundo da FIFA 1994 | [carece de fontes?] |
| 2    | 12 de junho de 1994     | Varsity Stadium, Toronto, Canadá      | Predefinição:Country data PODE |           | 3–0       | Amigável                                   | [carece de fontes?] |
| 3    | 11 de outubro de 1995   | Estádio Ta'Qali, Ta'Qali, Malta       | Malta                          |           | 4–0       | Qualificação Euro 1996                     | [carece de fontes?] |
| 4    | 11 de outubro de 1995   | Estádio Ta'Qali, Ta'Qali, Malta       | Malta                          |           | 4–0       | Qualificação Euro 1996                     | [carece de fontes?] |
| 5    | 11 de outubro de 1995   | Estádio Ta'Qali, Ta'Qali, Malta       | Malta                          |           | 4–0       | Qualificação Euro 1996                     | [carece de fontes?] |
| 6    | 15 de novembro de 1995  | De Kuip, Rotterdam, Holanda           | Noruega                        |           | 3–0       | Eliminatórias da Eurocopa 1996             |                     |
| 7    | 1 de junho de 1998      | Philips Stadion, Eindhoven, Holanda   | Paraguai                       |           | 5–1       | Amigável                                   | [carece de fontes?] |
| 8    | 1 de junho de 1998      | Philips Stadion, Eindhoven, Holanda   | Paraguai                       |           | 5–1       | Amigável                                   | [carece de fontes?] |
| 9    | 5 de junho de 1998      | Amsterdam Arena, Amsterdam, Holanda   | Nigéria                        |           | 5–1       | Amigável                                   |                     |
| 10   | 20 de junho de 1998     | Stade Vélodrome, Marselha, França     | Coreia do Sul                  |           | 5–0       | Copa do Mundo FIFA 1998                    | [ 25 ]              |
| 11   | 27 de maio de 2000      | Amsterdan Arena, Amsterdã, Holanda    | Roménia                        |           | 2–1       | Amistoso                                   | [carece de fontes?] |
| 12   | 25 de junho de 2000     | De Kuip, Roterdã, Holanda             | Sérvia e Montenegro            |           | 6–1       | UEFA Euro 2000                             |                     |
| 13   | 25 de junho de 2000     | De Kuip, Roterdã, Holanda             | Sérvia e Montenegro            |           | 6–1       | UEFA Euro 2000                             |                     |
| 14   | 7 de outubro de 2000    | Estádio GSP, Nicósia, Chipre          | Chipre                         |           | 4–0       | Qualificação da Copa do Mundo da FIFA 2002 | [carece de fontes?] |
| 15   | 25 de abril de 2001     | Philips Stadion, Eindhoven, Holanda   | Chipre                         |           | 4–0       | Eliminatórias da Copa do Mundo FIFA 2002   |                     |

## Títulos
Ajax
- Eredivisie: 1993–94, 1994–95, 1995–96
- Copa KNVB: 1992–93
- Johan Cruijff Schaal: 1993, 1994
- Liga dos Campeões da UEFA: 1994–95
- Copa Intercontinental: 1995

Arsenal
- Premier League: 1997–98
- Copa da Inglaterra: 1997–98
- Supercopa da Inglaterra: 1998

### Prêmios individuais
- Revelação do Futebol Neerlandês do Ano: 1992
- Chuteira de Ouro do Futebol Neerlandês: 1993
- Melhor Jogador Jovem da Copa do Mundo FIFA: 1994